# Giro della Provincia di Reggio Calabria 2009
Il Giro della Provincia di Reggio Calabria 2009, sessantaduesima edizione della corsa e valida come evento del circuito UCI Europe Tour 2009 categoria 1.1, fu disputata il 19 luglio 2009, per un percorso totale di 196,8 km. Fu vinta dall'italiano Fortunato Baliani, al traguardo con il tempo di 4h36'59" alla media di 42,631 km/h.
Partenza da Melito di Porto Salvo con 115 ciclisti, dei quali 45 portarono a termine il percorso.

## Ordine d'arrivo (Top 10)
| Pos. | Corridore            | Squadra       | Tempo    |
| ---- | -------------------- | ------------- | -------- |
| 1    | Fortunato Baliani    | CSF Group     | 4h36'59" |
| 2    | Fabio Taborre        | Diquigiovanni | s.t.     |
| 3    | Francesco Failli     | Acqua & Sap.  | s.t.     |
| 4    | Miguel Ángel Rubiano | C. Calzatura  | s.t.     |
| 5    | Steve Cummings       | Barloworld    | s.t.     |
| 6    | Andrea Moletta       | Miche         | s.t.     |
| 7    | Luca Solari          | Diquigiovanni | s.t.     |
| 8    | Francesco Tizza      | Carmiooro     | s.t.     |
| 9    | Giampaolo Caruso     | Cer. Flaminia | s.t.     |
| 10   | Edwin Carvajal       | Miche         | s.t.     |